# Vogelnestje (plant)
Het vogelnestje (Neottia nidus-avis) behoort tot de orchideeënfamilie. De soort staat op de Nederlandse Rode lijst van planten als zeer zeldzaam en zeer sterk in aantal afgenomen. In Nederland is de plant vanaf 1 januari 2017 niet meer wettelijk beschermd. De naam vogelnestje heeft de plant te danken aan de wortelstok, waarvan de dikke wortels een vogelnestje vormen. Het vogelnestje komt voor in Europa. In Nederland zijn slechts enkele groeiplaatsen bekend.
De lichtbruine plant is 20-45 cm hoog. De dikke, licht- tot geelbruine stengel heeft vier of vijf schubvormige bladeren. Het vogelnestje bloeit in mei en juni. De helmvormig gebogen bloemdekbladen zijn 4-6 mm lang. De tweelobbige lip is 8-12 mm lang. De vrucht is een doosvrucht.

## Ecologie
Het vogelnestje is een epiparasiet, die in symbiose leeft met schimmels, en die voorkomt op natte, kalkhoudende grond in de (diepe) schaduw van bomen in loofbossen. De plant is een indicator voor natuurlijk oud bos.

### Plantengemeenschap
Het vogelnestje is een kensoort voor de klasse van eiken- en beukenbossen op voedselrijke grond.